# Partij voor het Noorden
De Partij voor het Noorden (PvhN, sinds 2023 gestileerd als Partij vóór het Noorden) is een Nederlandse politieke partij die gericht is op de belangen van de inwoners van Noord-Nederland: Groningen, Friesland en Drenthe. Momenteel is de partij vertegenwoordigd in de Provinciale Staten van Groningen en in de gemeenteraden van Oldambt en Groningen. 

## Historie
De Partij voor het Noorden is opgericht door Teun Jan Zanen, Aleid Brouwer en Leendert van der Laan op 4 december 2002. De Partij voor het Noorden startte als een politieke beweging, maar groeide al gauw uit naar een provinciale politieke partij. De aanleiding voor de oprichting is de gaswinning, de economische verslechterde omstandigheden in Noord-Nederland op dat moment en een gebrek aan zeggenschap van de noordelijke provincies over beleid zoals dat in Den Haag wordt uitgevoerd.
De Partij voor het Noorden deed voor het eerst mee aan de Provinciale Statenverkiezingen op 11 maart 2003, waarbij zij in Groningen met 8870 stemmen twee zetels wisten te behalen. Partij-oprichter Teun Jan Zanen en Danny Hoekzema-Buist namen als eerste plaats als Statenleden namens de partij.

## Standpunten
De Partij voor het Noorden gelooft in de kracht van en komt op voor de belangen van de provincies Groningen, Friesland en Drenthe. Volgens de partij belemmert de huidige bestuurlijke situatie in Nederland die provincies in hun ontwikkeling. Daarom streeft de partij naar bestuurlijke samenwerking in het landsdeel Noord-Nederland. De drie noordelijke provincies dienen volgens het partijprogramma meer zeggenschap te krijgen. Een voorbeeld hiervan zijn de aardgasbaten; de partij wil dat 25% van de opbrengst van de aardgaswinning direct ten goede komt aan Noord-Nederland. Ook heeft de organisatie sinds de oprichting haar ongerustheid uitgesproken over de gevolgen van de gaswinning in Groningen voor wat betreft de bodemdaling en de daarvan het gevolg zijnde bevingen. De partij is van mening dat alle schade die is of wordt veroorzaakt door de NAM moet worden vergoed.

## Vertegenwoordigers en bestuurders

### Provinciale Staten
Sinds 2003 was de Partij voor het Noorden met twee zetels vertegenwoordigd in de Provinciale Staten van Groningen. Bij de Provinciale Statenverkiezingen van 7 maart 2007 bleef de partij stabiel en haalde net als vier jaar eerder 3,6% van de stemmen. In zetels ging de partij van twee naar één zetel wegens het verminderen van het totale aantal zetels in de Staten van Groningen. Deze zetel werd bij de Statenverkiezingen van 2011 behouden. In Friesland en Drenthe, waar de partij in 2007 voor het eerst meedeed, werd geen zetel gehaald.
In 2011 raakte de Partij voor het Noorden haar vertegenwoordiging in Provinciale Staten kwijt. Het enige Statenlid voor de partij zegde na een meningsverschil het lidmaatschap op, maar bleef haar zetel innemen. In 2015 deed de partij wederom mee aan de Provinciale Statenverkiezingen in Groningen. Met lijsttrekker Be Zwiers uit Oostwold (Oldambt) lukte het nipt om met een zetel terug te keren.
Bij de Provinciale Statenverkiezingen van 20 maart 2019 verkreeg de partij twee zetels. Dries Zwart en Leendert van der Laan zijn de beide Statenleden voor de Partij voor het Noorden. Bij de verkiezingen van 2023 verloor de partij haar tweede zetel, alleen Zwart bleef Statenlid.

### Gemeenteraad
Op 7 maart 2006 nam de partij in drie gemeentes voor het eerst deel aan de gemeenteraadsverkiezingen, te weten in Groningen, Delfzijl en Emmen. Alleen in Delfzijl werd een zetel behaald. Ook in 2009 heeft de partij een zetel kunnen halen, te weten bij de vervroegde verkiezingen in Oldambt. In Delfzijl deed de partij niet mee aan de gemeenteraadsverkiezingen van 2010, waardoor ze daar haar zetel verloor. 

#### 2014
In Oldambt deed de Partij voor het Noorden in 2014 opnieuw mee aan de gemeenteraadsverkiezingen. Het zetelaantal werd toen verdrievoudigd. Naast Jurrie Nieboer kwamen toen Mark Kalse en Eveline Oudhoff in de raad. De Partij voor het Noorden nam samen met de PvdA, SP en het CDA deel aan de coalitie die het college van burgemeester en wethouders vormde. Bard Boon werd de eerste wethouder namens de partij.

#### 2018
In 2018 behaalde de Oldambtster fractie wederom 3 zetels. Oudhoff werd vervangen door Kirsten Bos. Bard Boon nam wederom plaats als wethouder in het college namens de Partij voor het Noorden, samen met de VVD, PvdA en de SP. In 2021 nam Bard Boon ontslag en ging met pensioen. Jurrie Nieboer volgde hem op als wethouder en Janet de Wal nam de plek in de raad in.
Sinds februari 2019 heeft de Partij voor het Noorden een samenwerkingsverband met de lokale partij Sterk Westerkwartier, die bij de herindelingsverkiezingen in 2018 twee zetels won in de nieuwe gemeente Westerkwartier.

#### 2022
Bij de gemeenteraadsverkiezingen van 2022 deed de partij naast in de gemeente Oldambt ook mee in de gemeente Groningen, waar medeoprichter Leendert van der Laan de lijsttrekker was. In Groningen werden twee zetels behaald. Voor de Oldambtster fractie was Jurrie Nieboer de lijsttrekker. Deze fractie behaalde opnieuw 3 zetels en nam wederom deel aan het college.

### Eerste Kamer
De Provinciale Statenleden van de Partij voor het Noorden steunden doorgaans de kandidatenlijst van de Onafhankelijke SenaatsFractie (OSF). Echter, in 2018 kwam het tot een breuk tussen de Partij voor het Noorden en de OSF door de stemming over de Mijnbouwwet in de Eerste Kamer. OSF-senator Henk ten Hoeve stemde voor de wetgeving, tot verbazing van de Partij voor het Noorden, die vervolgens het lidmaatschap van de OSF opzegde. De andere provinciale partij in de Staten van Groningen, het Groninger Belang, bleef wel de OSF steunen. Bij de Eerste Kamerverkiezingen 2019 steunde de Partij voor het Noorden 50PLUS.

### Europees Parlement
In 2004 is deelgenomen aan de Europese Parlementsverkiezingen. De partij behaalde 18.234 stemmen (0,4% van de stemmen), niet genoeg voor een zetel. In het noorden van het land behaalde de Partij voor het Noorden in sommige gemeenten 4-5% van de stemmen, zoals in Appingedam, Delfzijl en Menterwolde.

### Verkiezingsuitslagen
| Provincie                           | Stemmen | %    | Zetels |
| ----------------------------------- | ------- | ---- | ------ |
| Provinciale Statenverkiezingen 2003 |         |      |        |
| Groningen                           | 8.870   | 3,6% | 2 / 55 |
| Provinciale Statenverkiezingen 2007 |         |      |        |
| Drenthe                             | 2.019   | 1,1% | 0 / 41 |
| Friesland                           | 972     | 0,4% | 0 / 43 |
| Groningen                           | 8.276   | 3,6% | 1 / 43 |
| Provinciale Statenverkiezingen 2011 |         |      |        |
| Friesland                           | 1.063   | 0,4% | 0 / 43 |
| Groningen                           | 8.312   | 3,2% | 1 / 43 |
| Provinciale Statenverkiezingen 2015 |         |      |        |
| Groningen                           | 5.173   | 2,1% | 1 / 43 |
| Provinciale Statenverkiezingen 2019 |         |      |        |
| Groningen                           | 10.527  | 4,1% | 2 / 43 |
| Provinciale Statenverkiezingen 2023 |         |      |        |
| Groningen                           | 8.331   | 2,9% | 1 / 43 |

| Gemeente                       | Stemmen | %     | Zetels |
| ------------------------------ | ------- | ----- | ------ |
| Gemeenteraadsverkiezingen 2006 |         |       |        |
| Groningen                      | 1.671   | 2,0%  | 0 / 39 |
| Delfzijl                       | 652     | 6,3%  | 1 / 21 |
| Emmen                          | 299     | 0,6%  | 0 / 39 |
| Herindelingsverkiezingen 2009  |         |       |        |
| Oldambt                        | 453     | 3,4%  | 1 / 25 |
| Gemeenteraadsverkiezingen 2014 |         |       |        |
| Oldambt                        | 1.700   | 9,8%  | 3 / 25 |
| Gemeenteraadsverkiezingen 2018 |         |       |        |
| Oldambt                        | 1.505   | 9,7%  | 3 / 25 |
| Gemeenteraadsverkiezingen 2022 |         |       |        |
| Oldambt                        | 1.546   | 10,5% | 3 / 25 |
| Groningen                      | 4.281   | 4,1%  | 2 / 45 |

| Jaar | Stemmen | %    |
| ---- | ------- | ---- |
| 2004 | 18.234  | 0,4% |